# 中华叶䗛
中华叶䗛（学名：Phyllium sinensis）一种分布于中国南方的昆虫，隶属于叶竹节虫科（叶䗛科）叶䗛属。本种一般被划属于丽叶䗛亚属，故也称中华丽叶䗛（学名：Phyllium (Pulchriphyllium) sinensis）。其种加词“sinensis”意为“中华的”。

## 形态特征
正模标本为一雌虫，体长78毫米，宽39毫米。通体为黄褐色，腹部多黄绿色。各足胫节、跗节及腹部背、腹面中央棕褐至暗褐色。头部扁圆。触角浅棕色，比头长短。眼呈半球形，棕色。前胸背板宽舌状，中胸背板倒梯形。前翅比较发达，革质，阔叶形。后翅退化。腹部扁宽，近似长方形，由基部至第3腹节逐渐变宽，侧缘近乎斜直，第4腹节前角钝，第5至7腹节侧缘接近平直；第8腹节侧缘近斜直，后角呈阔叶状强烈延伸，向后明显超过腹端；第9腹节后缘平直，第10腹节单独构成亚三角形腹端。